# Infección posvacunación
Una infección posvacunación es un caso de enfermedad en el que un individuo vacunado se enferma de la misma enfermedad que la vacuna debe prevenir. Simplemente, ocurre cuando las vacunas no logran proporcionar inmunidad contra el patógeno para el que están diseñadas. Se han identificado infecciones posvacunación en personas inmunizadas contra una variedad de enfermedades diferentes, incluyendo paperas, varicela e influenza. El carácter de las infecciones posvacunación depende del virus en sí. A menudo, la infección en el individuo vacunado produce síntomas más leves y es de menor duración que si la infección se contrajera naturalmente.
Las causas de las infecciones posvacunación incluyen la administración o almacenamiento incorrectos de vacunas, mutaciones en virus y bloqueo de anticuerpos. Por estas razones, las vacunas rara vez son 100% efectivas. Se estima que la vacuna contra la gripe común proporciona inmunidad a la gripe en el 58% de los receptores. La vacuna contra el sarampión no proporciona inmunidad al 2% de los niños que reciben la vacuna. Sin embargo, si existe inmunidad colectiva, generalmente evita que las personas que se vacunan de manera ineficaz contraigan la enfermedad. En consecuencia, la inmunidad de grupo reduce el número de infecciones de posvacunación en una población.
En abril de 2021, los CDC informaron de que en Estados Unidos se produjeron 5814 infecciones por el virus COVID-19, y 74 muertes, entre los más de 75 millones de personas totalmente vacunadas contra el virus COVID-19.

## Causas biológicas

### Edad
A medida que una persona envejece, su sistema inmunitario sufre una serie de cambios, en un proceso denominado inmunosenescencia. Notable entre estos cambios es una disminución en la producción de células T inmaduras y células B inmaduras. El número reducido de linfocitos inmaduros (células T y B) se atribuye al hecho de que los telómeros en las células madre hematopoyéticas (HSC) se degeneran con el tiempo y, en consecuencia, limitan la proliferación de HSC y la producción de células progenitoras linfoides. Esto se ve agravado por el hecho de que, con el tiempo, las HSC tienden a favorecer la producción de células progenitoras mieloides sobre las células progenitoras linfoides. Los linfocitos maduros tampoco pueden proliferar indefinidamente. Conjuntamente, la reducción en el número de linfocitos ingenuos y las limitaciones de las capacidades proliferativas de los linfocitos maduros contribuyen a un número limitado y una variedad de linfocitos para responder a los patógenos presentados en una vacuna. 
De hecho, las vacunas, incluidas la vacuna contra la gripe, la vacuna DPT y la vacuna antineumocócica, son menos efectivas en adultos mayores de 65 años. Sin embargo, los CDC recomiendan que los adultos mayores se vacunen contra la gripe porque esta infección es particularmente peligrosa en esta población y la vacuna proporciona al menos un nivel moderado de inmunidad al virus de la gripe. 

### Interferencia de los anticuerpos
La presencia de anticuerpos maternos en lactantes limita la eficacia de las vacunas inactivadas, atenuadas y de subunidades. Los anticuerpos maternos pueden unirse a epítopos en las proteínas producidas por el virus en la vacunación. El reconocimiento de proteínas virales por anticuerpos maternos neutraliza el virus. Además, los anticuerpos maternos superan a los receptores de células B en las células B del lactante para unirse al antígeno. Por lo tanto, el sistema inmune de un bebé no está altamente activado y el bebé produce menos anticuerpos. Incluso cuando las células B se unen al patógeno, la respuesta inmune se reprime con frecuencia. Si los receptores de células B se unen al antígeno y los receptores FC se unen simultáneamente al anticuerpo materno, los receptores FC envían una señal a los receptores de células B que inhibe la división celular. Debido a que el sistema inmunitario del bebé no se estimula y se inhibe la división de células B, se producen pocas células B de memoria. El nivel de memoria de las células B no es adecuado para garantizar la resistencia del niño al patógeno. 
En la mayoría de los lactantes, los anticuerpos maternos desaparecen 12-15 meses después del nacimiento, por lo que las vacunas administradas fuera de esta ventana no se ven comprometidas por la interferencia de anticuerpos maternos.

### Longevidad de las células de memoria B
Cuando un individuo es vacunado contra una enfermedad, el sistema inmunitario del individuo se activa y las células B de memoria almacenan la respuesta específica de anticuerpos. Estas células permanecen en circulación, la infección del patógeno se elimina. Debido a que los telómeros en los genes se degeneran después de cada división celular sucesiva, los linfocitos, incluidas las células B de memoria, no son capaces de proliferar indefinidamente. Típicamente, las células viven por varias décadas, pero hay una variación en la longevidad de estas células dependiendo del tipo de vacuna con la que fueron estimuladas y la dosis de la vacuna. La razón de las diferencias en la longevidad de las células B de memoria es actualmente desconocida. Sin embargo, se ha propuesto que las diferencias en la longevidad de las células B de memoria se deben a la velocidad a la que un patógeno infecta el cuerpo y, en consecuencia, al número y tipo de células involucradas en la respuesta inmune al patógeno en la vacuna.

### Evolución de los virus
Cuando una persona se vacuna, su sistema inmunitario desarrolla anticuerpos que reconocen segmentos específicos (epítopos) de virus o proteínas inducidas por virus. Con el tiempo, sin embargo, los virus acumulan mutaciones genéticas que pueden afectar la estructura 3D de las proteínas virales. Si estas mutaciones ocurren en sitios reconocidos por anticuerpos, las mutaciones bloquean la unión de anticuerpos que inhibe la respuesta inmune. Este fenómeno se llama deriva antigénica. Las infecciones revolucionarias de la hepatitis B y las paperas se atribuyen parcialmente a la deriva antigénica.

### Otras causas

#### Calidad y administración de vacunas
Las vacunas pueden no proporcionar inmunidad si la vacuna es de baja calidad cuando se administra. Una vacuna pierde potencia si se almacena a una temperatura incorrecta o si se conserva después de la fecha de vencimiento. Del mismo modo, la dosis adecuada de la vacuna es esencial para garantizar la inmunidad. La dosis de la vacuna depende de factores que incluyen la edad y el peso del paciente. Si no se tienen en cuenta estos factores, los pacientes pueden recibir una cantidad incorrecta de vacuna. Los pacientes que reciben una dosis más baja que la recomendada de una vacuna no tienen una respuesta inmune adecuada a la vacuna para garantizar la inmunidad.
Para que una vacuna sea efectiva, un individuo debe responder a los patógenos en una vacuna a través de la rama adaptativa del sistema inmune y esa respuesta debe almacenarse en la memoria inmunológica de un individuo. Es posible que un individuo neutralice y elimine un patógeno a través de la respuesta humoral sin activar la respuesta inmune adaptativa. Las vacunas con cepas de un patógeno más débiles o menos, como una de baja calidad cuando se administra, pueden provocar principalmente la respuesta humoral y, por lo tanto, no garantizan la inmunidad futura. 

## Casos particulares

### Varicela posvacunación
La vacuna contra la varicela es 85% efectiva para prevenir la infección por varicela. Sin embargo, el 75% de las personas que son diagnosticadas con varicela posvacunación presentan síntomas más leves que las personas que no están vacunadas. Estas personas con varicela leve tienen fiebres bajas, menos de 50 lesiones en la piel y una erupción maculopapular. En contraste, los individuos no vacunados típicamente tienen fiebre de 102, 200-500 lesiones cutáneas y las máculas (lesiones que no están elevadas) evolucionan a pápulas y lesiones vesiculares. Además, la infección en individuos no vacunados tiende a durar más tiempo que en individuos infectados. 
La mayoría de los casos de varicela posvacunación se atribuyen a la incapacidad de un individuo de tomar la vacuna contra la varicela. Por lo tanto, para prevenir infecciones de posvacunación, se propone que los niños reciban una segunda dosis de la vacuna contra la varicela menos de un año después de recibir su primera dosis. 

### Paperas posvacunación
La vacuna contra las paperas es un componente de la vacuna contra el sarampión, paperas y rubéola (MMR). La vacuna contra las paperas, específicamente, es 88% efectiva para prevenir las paperas. Las personas con casos innovadores de paperas tienen menos complicaciones graves de las infecciones en comparación con las personas no vacunadas contra las paperas. Estas complicaciones incluyen el desarrollo de meningitis aséptica y encefalitis. 
La causa de las paperas revolucionarias actualmente no se comprende completamente. Se cree que la evolución del virus (deriva antigénica) explica la mayoría de los casos importantes. Otras teorías sugieren que los linfocitos T de memoria juegan un papel en el desarrollo de infecciones posvacunacións. 

### Hepatitis B posvacunación
Los casos recientes de hepatitis B se atribuyen principalmente a mutaciones en el virus de la hepatitis B (VHB) que hacen que las proteínas de la superficie del VHB sean irreconocibles para los anticuerpos producidos por la vacuna contra el VHB. Los virus con tales mutaciones se denominan "mutantes de escape de vacunas". Las infecciones posvacunacións también pueden ser causadas por la vacunación tardía, la inmunosupresión y la carga viral materna. Es posible que una persona tenga una infección posvacunación de VHB pero esté asintomático. 